# Kevin Gallen
Kevin Gallen (* 21. September 1975 in Chiswick) ist ein englischer ehemaliger Fußballspieler auf der Position eines Stürmers.

## Leben

### Verein
Der in dem westlich von London gelegenen Chiswick geborene Gallen spielte im Nachwuchsbereich der im Westen Londons beheimateten Queens Park Rangers, bei denen er 1992 im Alter von 17 Jahren seinen ersten Profivertrag erhielt und gleich in seiner ersten Saison 1992/93 für die Jugendmannschaft des Vereins 64 Tore erzielte. Zu Beginn der Saison 1993/94 erzielte er in einem einzigen Spiel der Nachwuchsmannschaft acht Tore. Sein Erstligadebüt feierte er am 20. August 1994 in einem Heimspiel gegen den späteren Meister Blackburn Rovers, das 0:1 verloren wurde.
Gallen blieb bis Sommer 2000 bei QPR und wechselte im August 2000 zu Huddersfield Town, die er jedoch nach einer Saison wieder verließ. Anschließend spielte er kurzzeitig für den FC Barnsley und kehrte im November 2001 zu den Queens Park Rangers zurück, bei denen er in seiner zweiten Etappe bis Sommer 2007 unter Vertrag blieb. Er wurde jedoch im Januar 2007 für mehrere Monate an Plymouth Argyle ausgeliehen und unterschrieb im August 2007 einen Vertrag bei den Milton Keynes Dons, bei denen er die nächsten anderthalb Jahre unter Vertrag stand. Nachdem er bereits im November 2008 an Luton Town ausgeliehen worden war, wechselte er im Januar 2009 auf Vertragsbasis zu Luton und stand dort bis zum Ende der Saison 2010/11 unter Vertrag, wurde aber Ende 2010 für zwei Monate an den FC Barnet ausgeliehen.
Seither stand er bei Braintree Town und Leverstock Green unter Vertrag und beendete seine Karriere beim Aylesbury United FC.

### Nationalmannschaft
1993 gewann Gallen mit der englischen U-18-Nationalmannschaft die im eigenen Land ausgetragene U-18 Fußball-Europameisterschaft durch einen 1:0-Finalsieg gegen den Titelverteidiger Türkei. Gallen erzielte den wichtigen Führungstreffer im Auftaktspiel gegen Frankreich zum 1:0 in der 83. Minute (Endstand 2:0) sowie im zweiten Spiel gegen die Niederlande den Treffer zum 3:0 in der 42. Minute (Endstand 4:1).
Später spielte Gallen auch für die englische U-21-Nationalmannschaft, eine Berufung in die A-Nationalmannschaft blieb ihm versagt.